# Philippe Ballot
Philippe Gabriel Marie Augustin Ballot (Vesoul, 2 de outubro de 1956) é um prelado francês da Igreja Católica, arcebispo-bispo de Metz.

## Biografia
Aluno dos Seminários Menores de Luxeuil e Besançon, completou seus estudos filosóficos e teológicos no Seminário Interdiocesano de Dijon. No biênio 1976-1978 atuou em cooperação internacional como professor no Seminário Menor de Bossangoa, na República Centro-Africana, e posteriormente estudou Direito Civil. Em 1981 iniciou o segundo ciclo de estudos seminaristas no Seminário Interdiocesano de Besançon, para continuar no Pontifício Seminário Francês de Roma e obter a Licenciatura em Teologia em 1986 na Pontifícia Universidade Gregoriana. De 1986 a 1988 frequentou cursos de direito canônico no Institut Catholique de Paris.
Recebeu a ordenação como diácono em 30 de setembro de 1984, na Igreja Saint-Laurent de Corbenay e foi ordenado padre em 29 de junho de 1985, na Catedral de Besançon, recebendo ambos do arcebispo de Besançon, Lucien Charles Gilbert Daloz. Exerceu os cargos de vigário da Paróquia de Saint-Pie X (1986-1991), capelão dos colégios Saint-Joseph e Sainte-Ursule e do Liceu Saint-Paul (1988-1996), chefe do Foyer-Séminaire de Jeunes de la Maîtrise (1991-1996), coordenador do complexo pastoral Val de la Dame Blanche em Châtillon (1996-2001), além de juiz, vigário judicial adjunto (1988-1999) e vigário judicial (1999-2004) no Tribunal Interdiocesano de Franche-Comté. Foi também vice-chefe do Ensino Católico e responsável pela animação pastoral (2001-2004), vigário-geral, delegado diocesano para a Vida Religiosa e Referente eclesial para a pastoral da comunicação e do anúncio da fé (2004-2009).
Foi nomeado pelo Papa Bento XVI como arcebispo de Chambéry-Saint-Jean-de-Maurienne et Tarentaise em 14 de janeiro de 2009, sendo consagrado em 26 de abril, por Philippe Barbarin, cardeal arcebispo de Lyon, assistido por André Jean René Lacrampe, Ist. del Prado, arcebispo de Besançon e por Laurent Ulrich, arcebispo de Lille.
Em 23 de julho de 2022, o Papa Francisco e o presidente da França, Emmanuel Macron, anunciam-no como Arcebispo ad personam de Metz. Ao saber de sua nomeação, declarou que "originário da diocese de Besançon, arcebispo de Chambéry desde abril de 2009, levarei algum tempo para descobrir a realidade de uma diocese concordatória. Todos e cada um, sejam quais forem nossas vidas, nossas experiências, nossas histórias, queremos promover a fraternidade, servindo ao bem comum. Enquanto a guerra no continente europeu nos mostra viver as terríveis consequências sobre as pessoas e as propriedades, lembramos que continuamos sendo o sinal da fraternidade universal. Povos que se opõem podem se tornar amigos, irmãos. A guerra não traz a vida, a violência não traz a vida, o ódio não traz a vida, só o amor traz a vida e sempre vence, dura. E Deus é AMOR. Permanecemos na alegria do Evangelho, na esperança que não desilude."
Em 27 de maio de 2023 foi nomeado Administrador apostólico em sede vacante et ad nutum Sanctæ Sedis da Arquidiocese de Estrasburgo. Cessou sua função com a nomeação de Pascal Delannoy para o cargo de arcebispo de Estrasburgo.